# Sekāvī
Sekāvī (persiska: سَگَوی, سِگاوی, سَكاوی, Sagavī, سکاوی) är en ort i Iran.   Den ligger i provinsen Hamadan, i den nordvästra delen av landet, 300 km väster om huvudstaden Teheran. Sekāvī ligger 1 504 meter över havet och antalet invånare är 261.
Terrängen runt Sekāvī är varierad. Runt Sekāvī är det ganska tätbefolkat, med 86 invånare per kvadratkilometer. Närmaste större samhälle är Kangāvar, 15,3 km sydväst om Sekāvī. Trakten runt Sekāvī består i huvudsak av gräsmarker.